# Zaharești (okręg Buzău)
Zaharești – wieś w Rumunii, w okręgu Buzău, w gminie Pănătău. W 2011 roku liczyła 196 mieszkańców.